# Johannes Ehning
Johannes Ehning (* 9. Oktober 1982 in Stadtlohn, Nordrhein-Westfalen) ist ein deutscher Springreiter und der jüngere Bruder von Marcus Ehning.

## Werdegang
Mit zehn Jahren begann Ehning zu reiten und wurde fünf Jahre darauf Westfälischer Landesmeister.
1999 wurde er mit Panama Europameister der Junioren, mit der Mannschaft gewann er Silber. 2000 gewann er Einzelbronze und Teamsilber. 2001 gewann er, inzwischen bei den Jungen Reitern startend, Teamsilber und wurde 2003 Mannschaftseuropameister.
Johannes Ehning war im elterlichen Stall überwiegend für die Ausbildung der jungen Pferde zuständig und bildete unter anderem die Stuten Nolte's Küchengirl und Sabrina sowie den Hengst Vulkano aus, die später von seinem Bruder im internationalen Sport geritten wurden. Ehning ist gelernter Groß- und Außenhandelskaufmann. Im November 2014 machte er sich auf einer Reitanlage in Stadtlohn selbständig.
Johannes Ehning war im Jahr 2013 Mitglied des deutschen B2-Kaders der deutschen Springreiter.

## Pferde

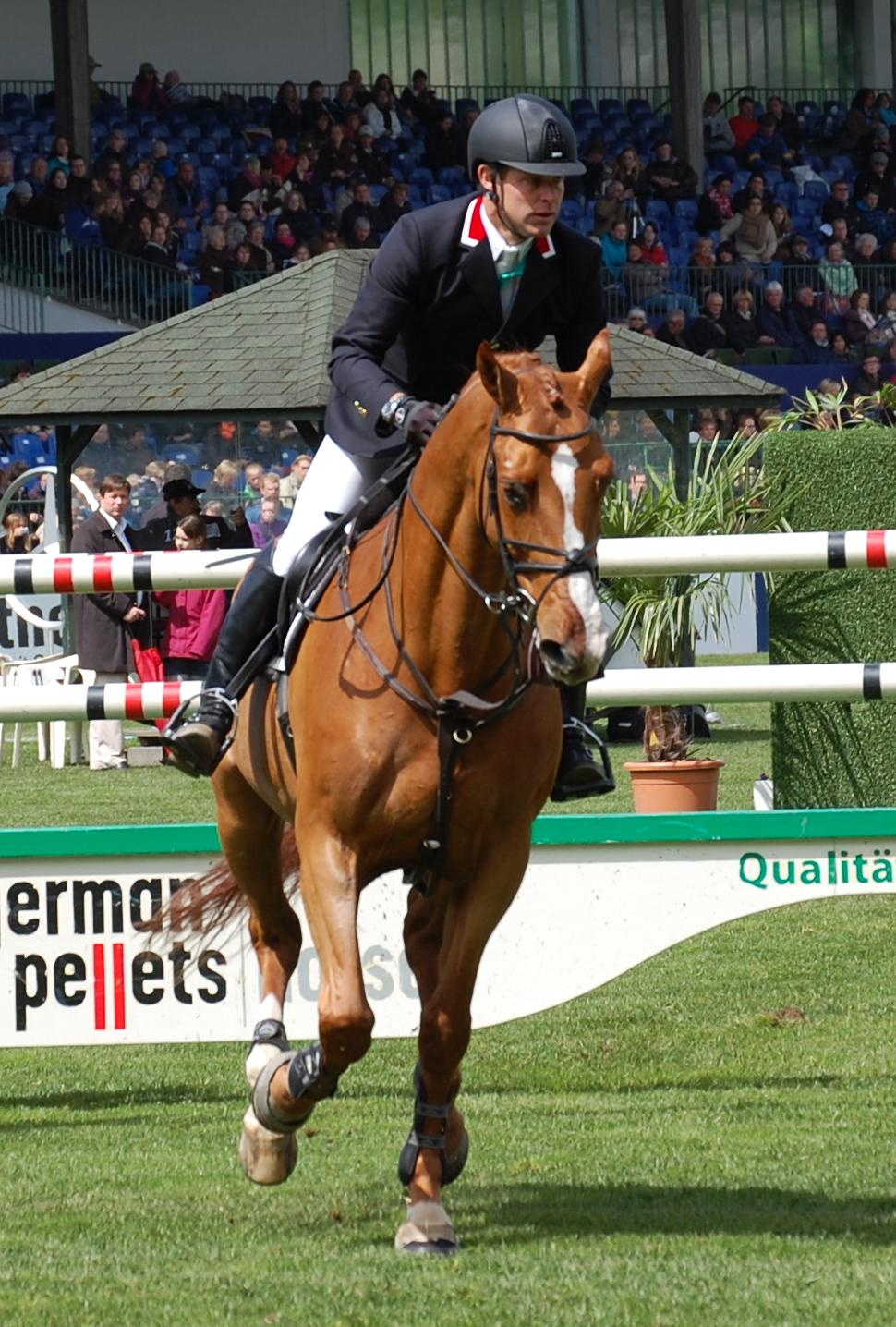
Johannes Ehning mit Salvador (2012)

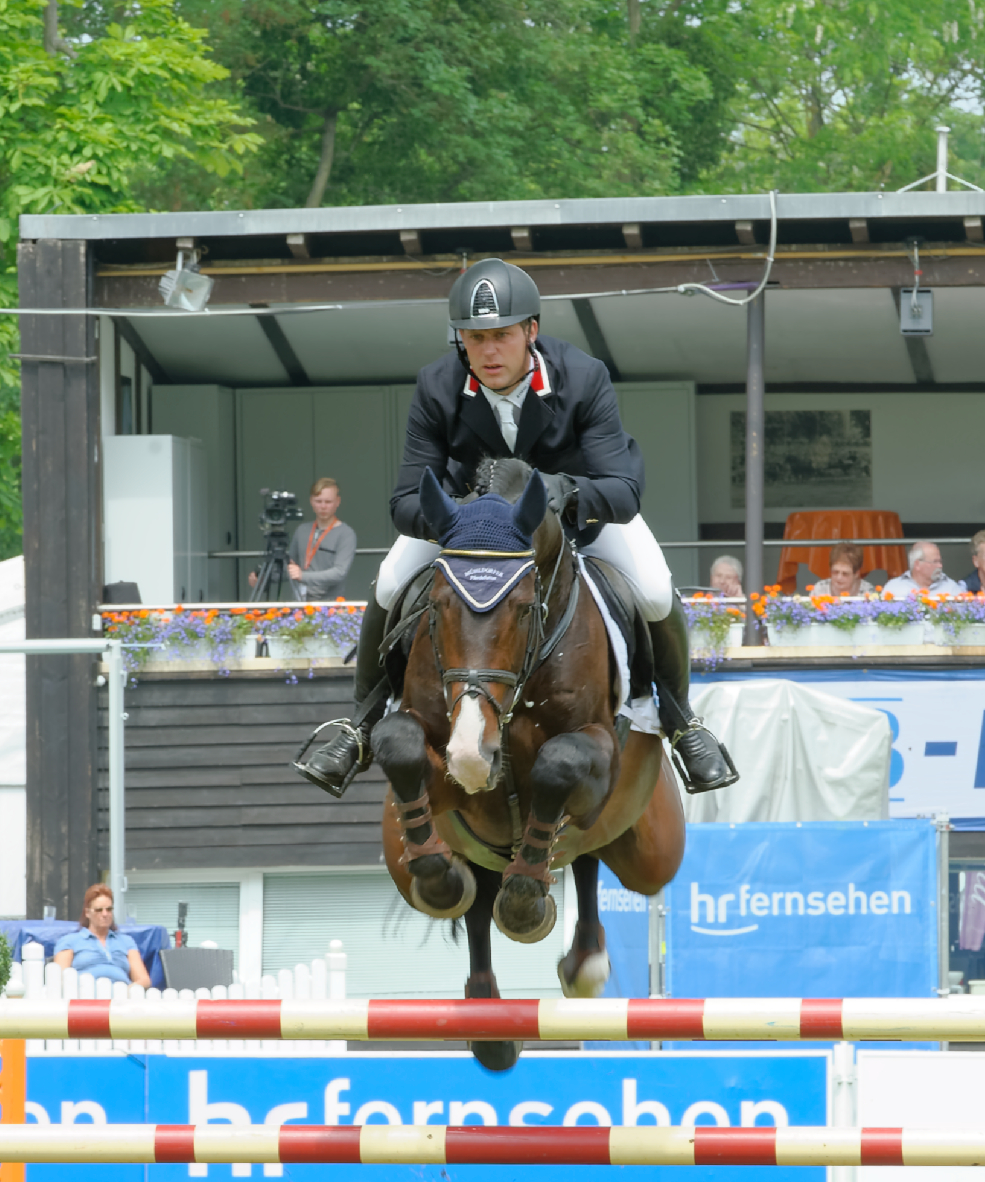
Johannes Ehning auf Tempo Royal beim CSIYH* in Wiesbaden 2015

### Aktuell
- C-Jay 3 (* 2009), Holsteiner Schimmelwallach, Vater: Carthago Z, Muttervater: Contender[4]

### Ehemalige Turnierpferde
- Gelha`s Panama (* 1989; † 2007), braune Rheinische Warmblutstute, Vater: Pilot, Muttervater: Salut[5][6]
- Carmen 146 (* 1991), Hannoveraner Fuchsstute, Vater: Caletto I, Muttervater: Grundstein I[5][7]
- Gelha’s Junior (* 1992), brauner Holsteiner Wallach, Vater: Ligorett, Muttervater: Conte, 2007 in die Vereinigten Staaten verkauft[5][8]
- Nolte's Küchengirl (* 1997, ursprünglich Lord's Classic), Bayerische Warmblutstute, Vater: Lord Z, Muttervater: Cambridge Cole, danach unter Marcus Ehning im Sport[9]
- Vulkano FRH (* 1999; † 2012), brauner Hannoveraner Hengst, Vater: Voltaire, Muttervater: Pit I, später von Marcus Ehning geritten
- Sabrina (* 1999), braune Bayerische Warmblutstute, Vater: Sandro Boy, Muttervater: Landadel, später von Marcus Ehning geritten[10]
- Salvador V (* 1999), KWPN-Dunkelfuchswallach, Vater: Calvados, Muttervater: Voltaire; zuletzt 2016 im internationalen Sport eingesetzt[11]
- Appearance 2 (* 2003), dunkelbraune Oldenburger Stute, Vater: Armitage, Muttervater: Levantos I; nach 2015 von Flemming Ripke geritten[12]
- Prado K (* 2003), dunkelbrauner Westfalenwallach, Vater: Prado, Muttervater: Dynast, ab 2011 von Bliss Heers geritten[13]
- FRH Quaid (* 2004), brauner Hannoveraner Hengst, Vater: Quidam`s Rubin, Muttervater: Voltaire, in der Zucht eingesetzt, 2015 von Marek Klus geritten[14]

## Erfolge
2021

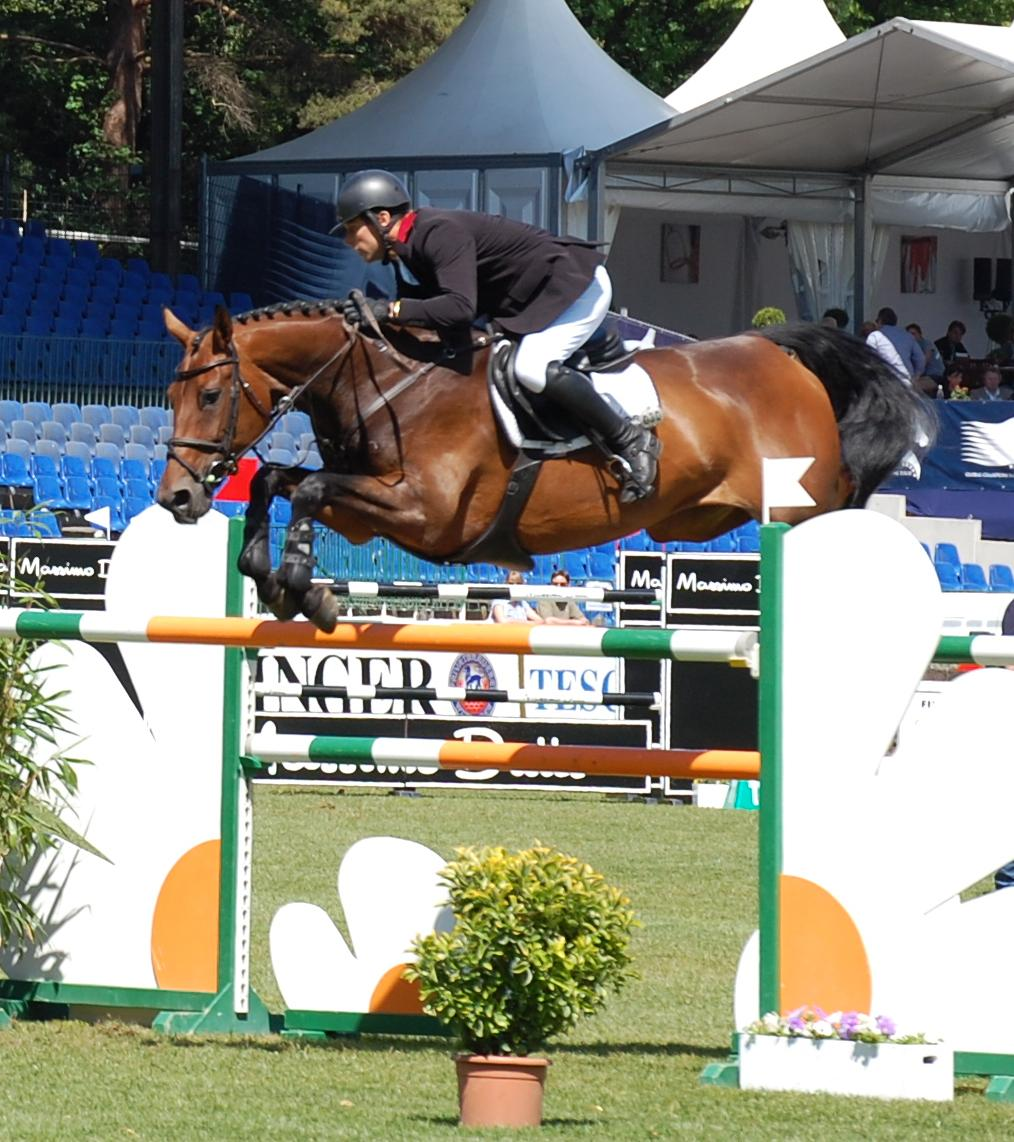
Johannes Ehning mit Appearance

- Großer Preis von Klein Roscharden (CSI 2*), Platz 1, (C-Jay)

2019
- Großer Preis von Lichtenvoorde (CSI 2*), Platz 2, (Qooper Z)
- Teilnahme am Nationenpreis von Hickstead, (C-Jay)

2018
- Großer Preis von Klein Roscharden (CSI 2*), Platz 1, (C-Jay)
- Großer Preis des Sommer-CSI 2* in Riesenbeck, Platz 2, (Quintana Roo)

2017
- Großer Preis eines CSI 2* in Opglabbeek, Platz 2, (Cassito del Diablo)

2016
- Championat von Balve (CSI 2*), Platz 3, (Contino)
- Großer Preis von Offenburg (CSI 3*), Platz 2, (Salvador V)

2015
- Großer Preis von Odense (CSI 3*), Platz 3, (Salvador V)

2014
- 25.000 €-Großer Preis von Rulle, Platz 1, (Coral Springs)
- Großer Preis von Odense (CSI 3*), Platz 2, (Salvador V)

2013
- Nationenpreis von Wellington FL (CSIO 4*), Platz 3, (Salvador V)
- 25.000 €-Großer Preis von Rulle, Platz 1, (Salvador V)
- Großer Preis des CSI 1* von Odense, Platz 3, (Counselor)

2012
- Nationenpreis von Wellington FL (CSIO 4*), Platz 1, (Salvador V)
- Großer Preis beim Oldenburger Landesturnier, Platz 1, (Appearance)
- Vienna Masters beim CSI 5* Wien-Rathausplatz, Platz 1, (Salvador V)

2011
- Großer Preis von Donaueschingen (CSI 3*), Platz 1, (Salvador V)
- 18.000 €-Großer Preis von Rulle, Platz 2, (Salvador V)
- Championat von München (CSI 4* Munich Indoors), Platz 1, (Salvador V)
- Großer Preis von München (CSI 4*, Riders Tour-Wertungsprüfung), Platz 2, (Salvador V)

2010
- Championat von Hamburg (CSI 5*), Platz 8, (Salvador V)
- Großer Preis von Nördlingen (CSI 2*), Platz 3, (Salvador V)

2009
- Großer Preis von Münster (CSN in der Halle Münsterland), Platz 3, (Salvador V)
- Bundeschampionat in Warendorf, 5-jährige Springpferde, Platz 1, (Quaid 2)
- Bundeschampionat in Warendorf, 6-jährige Springpferde, Platz 2, (Appearance 2)
- Bundeschampionat in Warendorf, 6-jährige Springpferde, Platz 6, (Prado K)
- Weltcup-Springen in Leipzig, Platz 13 (Salvador V)[15]

2008
- Großer Preis von Kiel, Platz 1, (Salvador V)[16]
- Großer Preis von München, Riders Tour, Platz 10, (Salvador V)
- Großer Preis von Rulle, Platz 8, (Salvador V)

2005
- CSI**** Großer Preis von Hamburg, Platz 1, (Lord's Classics)[17]
- Nationenpreis in Falsterbo/Schweden (CSIO 5*), Platz 3, Team, (Lord's Classics)

2004
- CSI**** Großer Preis von Hamburg, Platz 3, (Carmen)

2003
- Europameisterschaft Junge Reiter in Le Zouquet (FRA), Platz 1 mit der Mannschaft, (Gelha’s Junior)

2002
- Großer Preis von Kiel, Platz 1, (Carmen)

2001
- Großer Preis von Düsseldorf, Platz 7, (Carmen)
- Europameisterschaft Junge Reiter, Gijón/Spanien, Platz 2 mit der Mannschaft, (Gelha’s Junior)

(Stand: 31. August 2021)